# Grover Beach (Kalifornija)
Grover Beach je grad u američkoj saveznoj državi Kalifornija. Prema popisu stanovništva iz 2010. u njemu je živjelo 13.156 stanovnika.